# 166-та резервна дивізія (Третій Рейх)
166-та резервна дивізія (Третій Рейх) (нім. 166. Reserve-Division) — резервна піхотна дивізія Вермахту, що входила до складу німецьких сухопутних військ у роки Другої світової війни. Дивізія тривалий час виконувала окупаційні функції на території окупованої Данії. 9 березня 1945 року 166-та резервна дивізія була перейменована в 166-ту піхотну дивізію.

## Історія
166-та резервна дивізія була сформована 26 жовтня 1943 року шляхом перейменування дивізії № 166 у складі окупаційних військ вермахту в Данії.

## Райони бойових дій
- Данія (жовтень 1943 — березень 1945).

## Командування

### Командири
- генерал-лейтенант Гельмут Касторф (нім. Helmuth Castorf) (26 жовтня 1943 — 10 липня 1944);
- генерал-лейтенант Ебергард фон Фабріце (нім. Eberhard von Fabrice) (10 липня 1944 — 9 березня 1945)

### Підпорядкованість
| Час      | Корпус | Армія | Група армій (округ)                 | Штаб   |
| -------- | ------ | ----- | ----------------------------------- | ------ |
| 1945     |        |       |                                     |        |
| березень |        |       | Окупаційні війська Вермахту в Данії | Лемвіг |

### Склад
| 1943                                            |
| ----------------------------------------------- |
| 6-й резервний гренадерський полк (Роскілле)     |
| 69-й резервний гренадерський полк (Струер)      |
| 86-й резервний гренадерський полк (Рінгкебінг)  |
| 1066-й резервний артилерійський полк (Ульфборг) |
| 166-та дивізійна протитанкова батарея           |
| 1066-й інженерний батальйон                     |
| 1066-те дивізійне управління тилу               |